# 柳塘乡
柳塘乡（柳塘公社），是中華人民共和國四川省鄰水縣曾经下辖的一个乡。

## 沿革[2]
- 1949年12月，石永區人民政府即建立了柳塘鄉公所。1950年2月，石永區人民政府撤銷後，柳塘鄉公所劃歸興仁區人民政府領導。1951年6月9日，柳塘鄉公所劃歸第八區(石永區)公所領導。1953年4月24日，柳塘鄉公所改稱柳塘鄉人民政府。1956年1月16日，柳塘鄉人民政府改稱柳塘鄉人民委員會。1958年9月22日，柳塘鄉人委改稱柳塘人民公社。1966年5月「文革」開始後，柳塘人民公社工作受到千擾。1967年3月，由公社武裝幹部和群眾代表主持成立了柳塘人民公社生產辦公室；負責公社日常工作。1969年1月31日，經縣人武部黨委批准，柳塘人民公社革命委員會成立。1976年10月粉碎「四人幫」後，柳塘人民公社的行政組織機構仍然是革命委員會。1981年3月，縣委決定撤銷柳塘人民公社革委會，建立柳塘人民公社管理委員會，管委會設正、副主任。1984年1月，根據中共中央體制改革要求，縣委又決定撤銷柳塘人民公社管委會，建立柳塘鄉人民政府。
- 2019年12月，撤销柳塘乡，将所属行政区域划归石滓镇管辖。[3]

## 行政区划
柳塘乡撤销前下辖以下地区：
雙橋社區、沙帽石村、大河壩村、鐵水河村、八斗丘村、雄碼頭村、轎子頂村。